# Кшан, Изабелла
Изабе́лла Магдале́на Кшан (пол. Izabella Magdalena Krzan; род. 14 февраля 1995, Ольштын) — польская модель и телеведущая, «Мисс Польша 2016», участница конкурса красоты «Мисс Вселенная 2016».

## Биография
Изабелла Кшан родилась 14 февраля 1995 года в Ольштыне (Варминьско-Мазурское воеводство).
14 ноября 2016 года после победы на национальном конкурсе красоты Изабелла была коронована как «Мисс Польша» и получила право представлять Польшу на международном конкурсе красоты «Мисс Вселенная 2016». По итогам конкурса Изабелла не вошла в топ-13 финалисток.
С 2017 года Изабелла работает телеведущей на польском телевидении, среди программ которыми были «Колесо фортуны», «Очарование пар», «Вопрос на завтрак» и «Патент на вакаце».